# Bandera de l'Antàrtida
La bandera de l'Antàrtida hauria de ser una bandera o disseny de bandera que representés el continent de l'Antàrtida. Tanmateix, com a condomini sense un únic òrgan de govern, no té una bandera oficial pròpia. Tot i així, s'han creat diversos dissenys amb el propòsit de representar el continent.
Aquesta idea s'hauria de distingir de les banderes que onegen semper a l'Antàrtida en general, que inclouen les utilitzades per missions nacionals i llocs avançats a l'Antàrtida.

## Dissenys de banderes
Des de la dècada de 1970, hi ha hagut molts intents de proposar dissenys com a bandera per a l'Antàrtida.

Bandera original del Discovery, guardada als Museus Reials de Greenwich.

### Bandera blanca (1929)
El 1929, els membres de l'Expedició de recerca antàrtica britànica, australiana i neo-zelandesa a bord del RRS Discovery van utilitzar llençols de cotó blanc per improvisar una bandera de cortesia (una bandera utilitzada com a mostra de respecte per part dels vaixells mentre es trobaven en aigües estrangeres) per a un continent sense la seva bandera pròpia. Ara es troba al Museu Marítim Nacional a Londres. La bandera blanca es va utilitzar per representar l'Antàrtida almenys en dues ocasions durant aquell viatge a l'Antàrtida. L'1 d'agost de 1929 The Times va assenyalar que "el vaixell duia la Union Jack al seu pic de proa, la bandera blanca antàrtica al pal de proa i la bandera australiana a la popa".

Proposta de Whitney Smith.

### La proposta de Whitney Smith (1978)
El vexil·lòleg Whitney Smith va presentar una bandera taronja amb un emblema blanc al polipast a la reunió anual de 1978 de l'Associació Nprd-Americana de Vexicol·logia (NAVA amb les seves sigles en anglès). La lletra A significa l'Antàrtida, la semiesfera representa l'àrea per sota del cercle antàrtic i les mans representen la protecció humana del medi ambient. Per a una gran visibilitat, va triar el taronja internacional, un color que s'utilitza habitualment a la indústria aeroespacial per diferenciar els objectes del seu entorn. També es va triar el color taronja brillant a causa de la seva raresa entre les banderes nacionals, ja que cap nació amb una base de recerca activa al continent utilitza el color taronja a la seva bandera. Els elements de disseny es col·loquen al costat del polipast de la bandera de manera que es mantindria visible encara que la bandera fos danyada pels forts vents antàrtics.

Proposta de Graham Bartram.

### La proposta de Graham Bartram (1996)

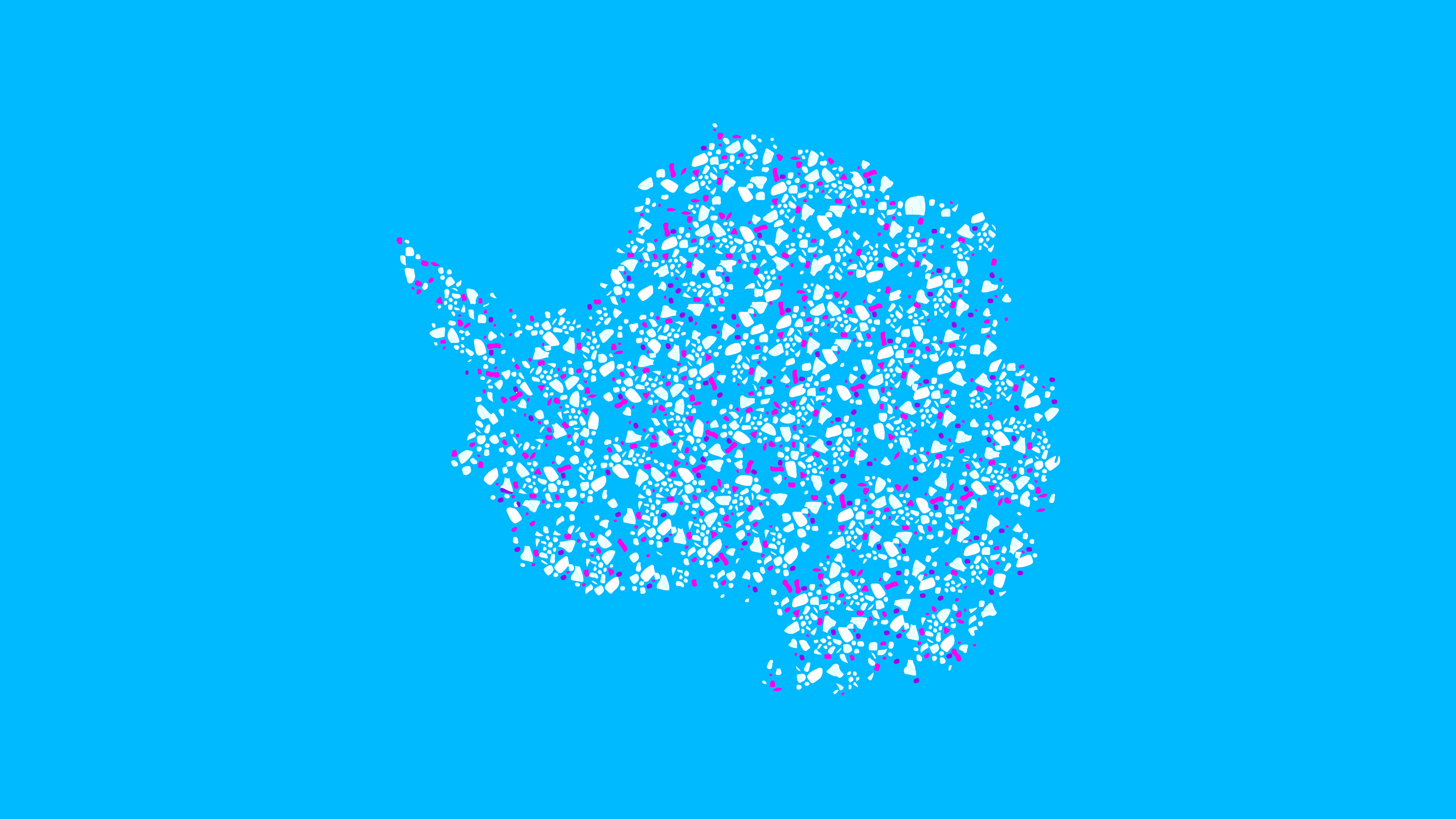
Bandera de Graham Bratram redissenyada, destinada a conscienciar sobre la contaminació per microplàstics al continent.

Graham Bartram, el vexilòleg cap de l'organització britànica Flag Institute, va dissenyar una altra proposta el 1996 per a un programa d'Atles 3D desenvolupat per The MultiMedia Corporation i publicat per Electronic Arts. Utilitzant la bandera de les Nacions Unides com a model, va triar un mapa blanc del continent sobre un fons blau per simbolitzar la neutralitat. La bandera es va inspirar en l'emblema del Sistema del Tractat Antàrtic.
El vexil·lòleg Ted Kaye va fer imprimir el disseny de Bartram i els va portar amb ell en un creuer per l'Antàrtida. A petició de Kaye, va volar a la base brasilera Comandant Ferraz i al museu britànic de Port Lockroy. El disseny de la bandera de Graham Bartram s'ha utilitzat com a l'emoji de la Bandera de l'Antàrtida a la majoria de plataformes compatibles des del 2015.
En una recent actualització del seu disseny, Bartram va introduir modificacions a la bandera que tenien com a objectiu conscienciar sobre els reptes ambientals als quals s'enfronta el continent, centrant-se específicament en el tema de la contaminació per microplàstics. Aquesta iniciativa pretén destacar la presència de microplàstics a l'Antàrtida, cridant l'atenció mundial de l'impacte sobre la vida salvatge i els ecosistemes i defensant els esforços internacionals per abordar aquest urgent problema.

Proposta de True South.

### Proposta de True South (2018)
La proposta de True South va ser dissenyada per Evan Townsend el 2018.
La bandera té el significat següent: les bandes horitzontals de color blau i blanc representen els llargs dies i nits a la latitud extrema de l'Antàrtida. Al centre, un cim blanc solitari sorgeix d'un camp de neu i gel, fent-se ressò dels icebergs, muntanyes i dorsals de pressió que defineixen l'horitzó antàrtic. La llarga ombra que projecta crea la forma inconfusible d'una fletxa de brúixola apuntada cap al sud, un homenatge al llegat d'exploració del continent. En conjunt, les dues formes centrals creen un diamant, simbolitzant l'esperança que l'Antàrtida continuï sent un centre de pau, descobriment i cooperació per a les generacions futures.
La bandera rep el nom del sud geogràfic, o "sud veritable", que difereix del sud magnètic.
La bandera ha guanyat popularitat ràpidament des de la seva introducció. Ha estat adoptat per uns quants programes nacionals antàrtics, organitzacions sense ànim de lucre antàrtiques i equips d'expedició; ha volat fins a diverses estacions d'investigació a través de l'Antàrtida; i es va utilitzar en el marcador de 2022 per al pol sud geogràfic.

Emblema del Tractat Antàrtic.

### Emblema del Tractat Antàrtic
L'emblema del Tractat Antàrtic s'utilitza ocasionalment, tant pels seus membres des de la primera reunió consultiva de 1961 com per haver inspirat altres banderes semblants. Tot i que l'origen d'aquest disseny es pot remuntar a la primera redacció del tractat el 1959, els membres consultius del Sistema del Tractat Antàrtic no el van adoptar oficialment com a emblema fins al 2002.
L'emblema s'utilitza en forma de bandera, entre altres formes, a més d'utilitzar-se en tots els documents oficials. Oficialment representa el Sistema del Tractat Antàrtic i no el continent en si. L'oficina de correus dels EUA també va emetre un segell commemoratiu el 1971 amb aquest símbol.

## Altres banderes antàrtiques
Hi ha diversos països que tenen reivindicacions territorials a l'Antàrtida. Habitualment existeixen banderes dissenyades per a representar aquests territoris, en altres casos s'utilitza la bandera pròpia de l'estat:
| Territori                                                       | Bandera |
| --------------------------------------------------------------- | ------- |
| Territori antàrtic britànic                                     |         |
| Territori antàrtic australià i illes Heard i McDonald           |         |
| Territori antàrtic francès                                      |         |
| Territori antàrtic argentí                                      |         |
| Territori antàrtic xilè                                         |         |
| Dependència de Ross (Nova Zelaanda)                             |         |
| Terres de la Reina Maud, illa Bouvet i Illa de Pere I (Noruega) |         |
| Arxipèlag del Príncep Eduard (Sud-africa)                       |         |